# Råtthamstrar
Råtthamstrar (Cricetulus) är ett släkte i underfamiljen hamstrar (Cricetinae). Som namnet antyder liknar de råttor i utseende men de är inte närmare släkt med dessa.

## Kännetecken
Arterna når en längd mellan 7,5 och 12 centimeter och därtill kommer en 2 till 5 centimeter lång svans. Den långa pälsen är på ovansidan vanligen grå, ibland med röda nyanser. Undersidan, händer och fötter samt svansens spets är vita. Hos vissa arter finns kännetecknande mönster. Domesticerade individer kan ha en annan pälsfärg. Kroppen är jämförelsevis robust och extremiteterna korta. Råtthamstrar har en kort nos och kindpåsar.

## Utbredning och habitat
Dessa gnagare förekommer i Eurasien, utbredningsområdet sträcker sig från Sydosteuropa över stora delar av centrala Asien till östra Asien. Habitatet utgörs ofta av torra regioner som stäpper och halvöknar men de förekommer även i upp till 3 600 meter höga bergstrakter.

## Levnadssätt
Råtthamstrar lever i självgrävda bon som delvis ligger 1,2 meter under marken. De vilar i bon och skapar där ett förråd. Arterna är vanligen aktiva på natten men under våren och sommaren kan de även vara aktiva på dagen. Under vintern håller de ingen riktig vinterdvala. De vaknar ibland och lever av förrådet. Individerna lever vanligen ensamma och vissa artfränder är aggressiva mot varandra.
Födan utgörs främst av frön och unga växtdelar. I viss mån äter de även insekter och för råtthamstrar i fångenskap finns informationer att de även dödade grodor och springråttor. Födan transporteras i kindpåsarna till boet. Hos en enskild individ hittades 42 sojabönor i kindpåsarna.
Honor kan para sig tre till fyra gånger per år. Efter dräktigheten som varar i 17 till 22 dagar föds vanligen 5 till 7 ungar (i undantagsfall upp till 10). Vanligen föds ungarna mellan februari och oktober. Unga råtthamstrar är redan efter två månader full utvecklade.

## Systematik
Enligt Smith et al. bildas släktet av åtta arter:
- Oklart undersläkte eller undersläkten
  - Cricetulus migratorius förekommer från Balkan, sydvästra Ryssland och Kazakstan till norra Kina och Mongoliet.
  - Cricetulus barabensis kännetecknas av en längsgående mörk strimma på ryggen. Den lever i södra och sydöstra Sibirien, i Mongoliet, norra Kina och på Korea. Kinesisk dvärghamster (Cricetulus barabensis griseus) som är vanlig som sällskaps- och försöksdjur betraktas av Smith et al. som underart till Cricetulus barabensis. En annan underart som lever kring Bajkalsjön listas av andra zoologer som självständig art, Cricetulus pseudogriseus.
  - Cricetulus sokolovi har utbredningsområdet i Mongoliet och Inre Mongoliet.
  - Cricetulus longicaudatus har en längre svans än de andra arterna. Den förekommer i Mongoliet och angränsande regioner av Ryssland och Kina.
- Undersläktet Urocricetus bildas av fyra arter. De lever på den tibetanska högplatån, i norra Indien och i västra Nepal.
  - Cricetulus alticola
  - Cricetulus kamensis
  - Cricetulus lama
  - Cricetulus tibetanus

Släktena Allocricetulus, Cansumys och Tscherskia räknades tidigare som undersläkten till råtthamstrar men betraktas idag som självständiga.
Alla arter har jämförelsevis stora populationer och listas av IUCN som livskraftiga (least concern).